# 古閑裕一郎
古閑 裕一郎（こが ゆういちろう、7月7日 - ）は、日本の漫画家。熊本県出身。男性。

## 経歴
- 2008年…『マガジンSPECIAL』にて読切『弾丸』でデビュー。
- 2009年…『マガジンドラゴン』にて『ヤリすぎっ★アキナさん!!』で第2回ドラゴンカップ・ストーリー部門にエントリー。
- 2012年…『マガジンSPECIAL』にて『となりの山田さん』で連載デビュー。
- 2019年…『週刊ヤングマガジン』にて『皆殺しのアーサー』を連載。

## 作品

### 連載
- となりの山田さん（マガジンSPECIAL2012年No.9 - 2014年No.11、全5巻）
- 皆殺しのアーサー（週刊ヤングマガジン2019年No.44 - 2020年No.33、全4巻）- 史実に基づいた内容であったが、途中で連載打ち切りとなったために王妃の身ごもった子供は結局は誰の子で、その後どうなったとか消化不良のままとなった。

### 読切
- 弾丸（マガジンSPECIAL2008年No.4）
- ヤリすぎっ★アキナさん!!（マガジンドラゴン2号）
- 天拳のリヴォルバー（マガジンSPECIAL2016年No.11）
- 奴弩怒 -ドドド-（週刊ヤングジャンプ2017年9号）